# Динсдорф-Радлов
Динсдорф-Радлов (нем. Diensdorf-Radlow) — община в Германии, в земле Бранденбург. 
Входит в состав района Одер-Шпре. Подчиняется управлению Шармютцельзе.  Население составляет 570 человек (на 31 декабря 2010 года). Занимает площадь 9,34 км².
Коммуна подразделяется на 2 сельских округа.

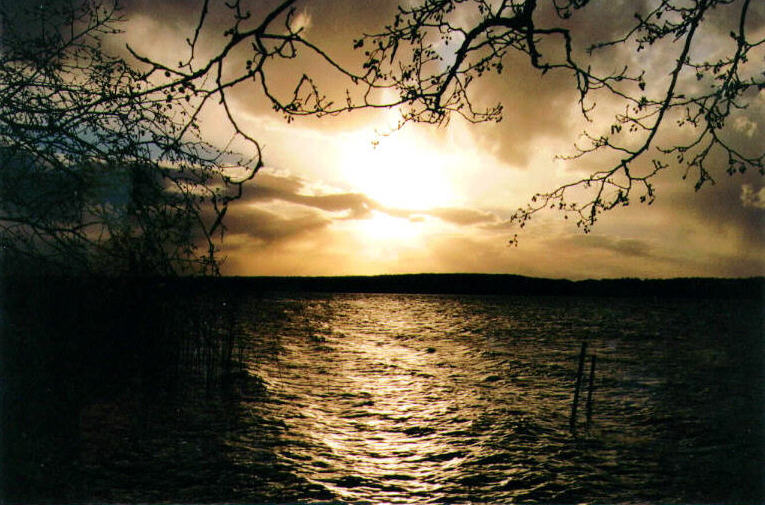
Динсдорф-Радлов